# Organització Internacional de Ràdio i Televisió

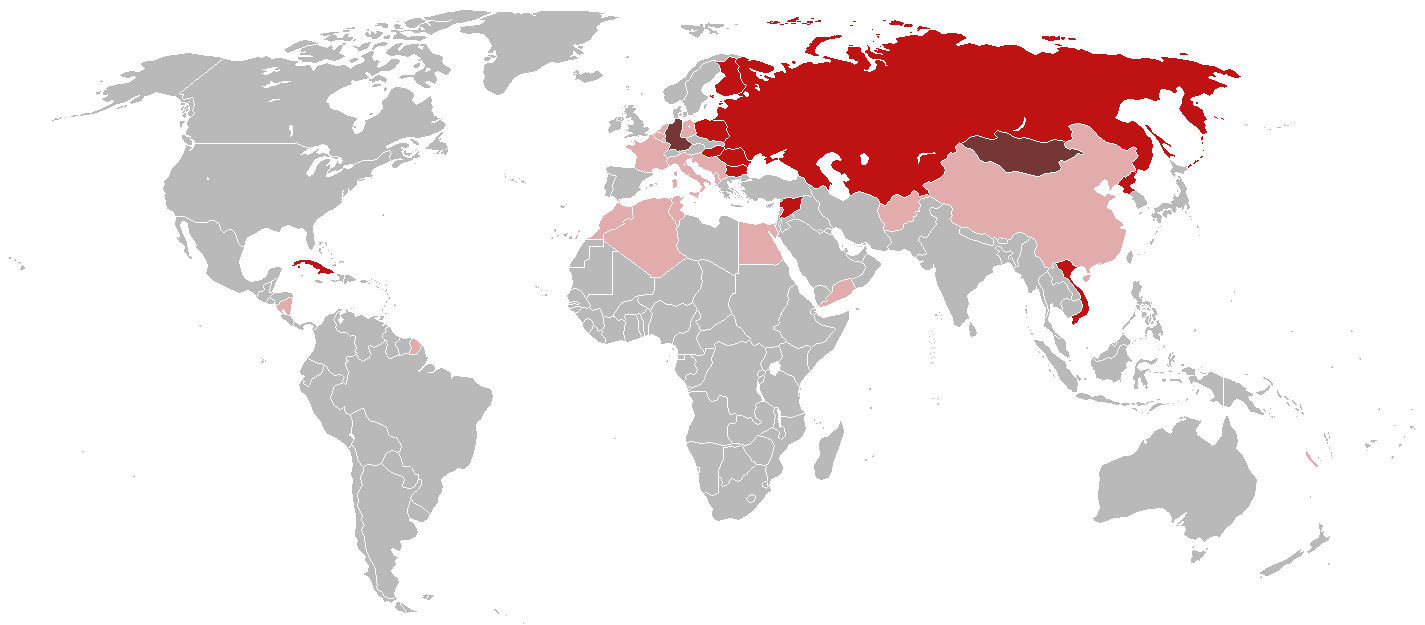
Països membres de l'OIRT
Membres al moment de la dissolució (1993)
Membres que en van ser part en algun moment previ a la seva dissolució
Membres associats

L'Organització Internacional de Ràdio i Televisió (OIRT, del francès Organisation Internationale de Radiodiffusion et de Télévision) era una xarxa de ràdio i televisió d'Europa de l'Est creada amb la fi principal d'intercanviar produccions entre els seus membres. Fins a 1960 va ser coneguda com a Organització Internacional de Radiodifusió (Nom oficial en francès: Organisation Internationale de Radiodiffusion (OIR)).

## Història
Sense la participació britànica, 26 membres van fundar l'Organització Internacional de Radiodifusió el 28 de juny de 1946. L'endemà, en l'Assemblea General de la Unió Internacional de Radiodifusió (IBU), es va intentar dissoldre aquest òrgan, però la moció no va aconseguir la majoria requerida. No obstant això, 18 dels 28 membres existents van deixar la IBU i es van convertir en cofundadors de la nova OIR.
En 1946, la recentment creada OIR es va instal·lar a l'edifici de la IBU a Brussel·les. L'activitat tècnica va ser represa sota l'autoritat de dos directors, un delegat per la Unió Soviètica i l'altre per França. No obstant això, la situació política es va degradar gradualment fins a convertir-se en la Guerra Freda, la qual cosa va generar una inquietant situació de desconfiança en el personal del Centre Tècnic.
En 1950, alguns membres (en la seva majoria europeus occidentals) van abandonar l'organització per formar la nova Unió Europea de Radiodifusió (EBU/UER), entre ells Bèlgica, Egipte, França, Itàlia, Líban, Luxemburg, Mònaco, el Marroc, Països Baixos, Tunísia i Iugoslàvia. Igualment, les organitzacions de radiodifusió dels següents països van seguir sent membres: Albània, Bulgària, Txecoslovàquia, Finlàndia (també membre de la EBU/UER), Alemanya Oriental, Hongria, Polònia, Romania, Síria i la Unió Soviètica.
Com a conseqüència, la seu del OIR i el seu Centre Tècnic van ser traslladats de Brussel·les a Praga en 1950. Els funcionaris de Bèlgica i altres països occidentals, alguns dels quals ja havien estat actius abans de la guerra, van romandre a Brussel·les i el centre es va convertir al centre tècnic de la nova EBU/UER.
A diferència de la EBU/UER, l'OIRT no es limitava als països europeus i mediterranis i ha estat operant des de la seva creació com una organització global. Membres de l'organització van incloure països alineats amb el bloc de l'Est, com ara Cuba, Vietnam, Xina i Corea del Nord (encara que aquest últim va estar temporalment inactiu després de la seva ruptura amb l'URSS), així com els aliats de la URSS temporalment liderats per partits comunistes, com Nicaragua i Afganistan.
L'1 de gener de 1993, dos anys després de la dissolució de la Unió Soviètica, l'OIRT es va fusionar amb la Unió Europea de Radiodifusió.

## Intervisió

Un de diversos logotips usats per la xarxa de Intervisió. Aquest ve de la Unió Soviètica.

La xarxa de televisió d'OIRT es va establir en 1960 i es va dir Intervision (Интервидение en rus, Интервизия en búlgar, Interwizja en polonès, Intervize en txec, Intervízió en hongarès, Intervisio en finlandès).
Entre 1977 i 1980, l'OIRT va organitzar quatre edicions del Festival de la Cançó d'Intervisió a la ciutat polonesa de Sopot, en un intent d'imitar el Festival Eurovisió de la Cançó.

## Membres

### Membres actius
| País                                           | Organisme                                                                | Any d'ingrés | Any de sortida |
| ---------------------------------------------- | ------------------------------------------------------------------------ | ------------ | -------------- |
| Afganistan                                     | Radio Television Afghanistan (RTA)                                       | 1978         | 1992           |
| Albània                                        | Radio Televizioni Shqiptar (RTSH)                                        | 1946         | 1961           |
| Alemanya Oriental                              | Rundfunk der DDR                                                         | 1951         | 1990           |
| Alemanya Oriental                              | Deutscher Fernsehfunk (DFF)                                              | 1952         | 1990           |
| Algèria                                        | Radiodiffusion télévision algérienne (RTA)                               | 1962         | 1970           |
| Bèlgica                                        | Institut national de radiodiffusion (INR)                                | 1946         | 1950           |
| Nationaal Instituut voor de Radio-omroep (NIR) | 1946                                                                     | 1950         |                |
| Belarús                                        | Belaruskaja Tele-Radio Campanija (BTRC)                                  | 1991         | 1993           |
| Bulgària                                       | Bălgarsko Nationalno Radio (BNR)                                         | 1946         | 1993           |
| Bulgària                                       | Bălgarska Nationalna Televizija (BNT)                                    | 1959         | 1993           |
| Txecoslovàquia                                 | Československý rozhlas (ČSR)                                             | 1946         | 1992           |
| Txecoslovàquia                                 | Československá televize (ČST)                                            | 1957         | 1992           |
| Xina                                           | Radio Peking                                                             | 1952         | 1961           |
| Xina                                           | Beijing Television                                                       | 1958         | 1961           |
| Corea del Nord                                 | Comité Central de Radiodifusió Coreana (KCBC)                            | 1953         | 1993           |
| Cuba                                           | Institut Cubà de Ràdio i Televisió (ICRT)                                | 1962         | 1993           |
| Egipte                                         | ERTU                                                                     | 1946         | 1950           |
| Estònia                                        | Eesti Rahvusringhääling                                                  | 1991         | 1993           |
| Estònia                                        | Eesti Televisioon (ETV)                                                  | 1991         | 1993           |
| Finlàndia                                      | Yleisradio (YLE)                                                         | 1946         | 1993           |
| França                                         | Radiodiffusion Française (RDF) Radiodiffusion-Télévision Française (RTF) | 1946         | 1950           |
| Hongria                                        | Magyar Rádió (MR)                                                        | 1946         | 1993           |
| Hongria                                        | Magyar Televízió (MTV)                                                   | 1952         | 1993           |
| Itàlia                                         | RAI-Radiotelevisione Italiana                                            | 1946         | 1950           |
| Letònia                                        | Latvijas Radio (LR)                                                      | 1991         | 1993           |
| Letònia                                        | Latvijas Televīzija (LTV)                                                | 1991         | 1993           |
| Líban                                          | Télé Liban                                                               | 1946         | 1950           |
| Lituània                                       | Lietuvos nacionalinis radijas ir televizija (LRT)                        | 1991         | 1993           |
| Luxemburg                                      | Compagnie luxembourgeoise de radiodiffusion (CLR)                        | 1946         | 1950           |
| Marroc                                         | Société Nationale de Radiodiffusion et de Télévision (SNRT)              | 1946         | 1950           |
| Moldàvia                                       | Teleradio Moldova (TRM)                                                  | 1991         | 1993           |
| Mònaco                                         | Radio Monte Carlo (RMC)                                                  | 1946         | 1950           |
| Nicaràgua                                      | Sistema Sandinista de Televisió (SSTV)                                   | 1984         | 1990           |
| Països Baixos                                  | Nederlandse Radio Unie (NRU)                                             | 1946         | 1950           |
| Polònia                                        | Polskie Radio                                                            | 1946         | 1993           |
| Polònia                                        | Telewizja Polska (TVP)                                                   | 1952         | 1993           |
| Romania                                        | Societatea Română de Radiodifuziune                                      | 1946         | 1993           |
| Romania                                        | Televiziunea Română (TVR)                                                | 1956         | 1993           |
| Rússia                                         | Radio Dom Ostankino: - Radio Mayak - Radio Orpheus - La Veu de Rússia    | 1991         | 1993           |
| Rússia                                         | Kanal Ostankino                                                          | 1991         | 1993           |
| Rússia                                         | RossijskoeTeleradio                                                      | 1991         | 1993           |
| Síria                                          | Organisme de la Radio-Télévision Arabe Syrienne (ORTAS)                  | 1946         | 1993           |
| Tuníssia                                       | Radio Tunis                                                              | 1946         | 1950           |
| Ucraïna                                        | Natsionalna Radiokompanya Ukraïny (NRU)                                  | 1991         | 1993           |
| Ucraïna                                        | Natsionalna Telekompaniya Ukraïny (NTU)                                  | 1991         | 1993           |
| Unió Soviètica                                 | Vsesoyuznoye radio                                                       | 1946         | 1991           |
| Unió Soviètica                                 | Tsentral'noye televideniye SSSR                                          | 1946         | 1991           |
| Vietnam                                        | Voice of Vietnam                                                         | 1956         | 1993           |
| Vietnam                                        | Vietnam Television (VTV)                                                 | 1976         | 1993           |
| Iemen del Sud                                  | Aden Radio                                                               | 1971         | 1990           |
| Iemen del Sud                                  | Yemen TV                                                                 | 1971         | 1990           |
| Iugoslàvia                                     | Jugoslovenska Radio-Televizija (JRT)                                     | 1946         | 1950           |

### Membres associats
| País                | Organisme                                                                                             | Any d'ingrés | Any de sortida |
| ------------------- | --- | ------------ | -------------- |
| Alemanya Occidental | Arbeitsgemeinschaft der öffentlich-rechtlichen Rundfunkanstalten der Bundesrepublik Deutschland (ARD) | 1988         | 1993           |
| Alemanya Occidental | Zweites Deutsches Fernsehen (ZDF)                                                                     | 1988         | 1993           |
| Mongòlia            | Mongolian National Broadcaster (MNB)                                                                  | 1967         | 1993           |